# ایپندو
ایپندو شهری در شهرستان سابو در استان بولکیمده در بورکینافاسوی غربی مرکزی است جمعیت آن ۳۱۳۵ نفر است.